# 国分重久
国分重久（こくぶしげひさ）は、鹿児島県霧島市の大字。旧大隅国囎唹郡（郷）重久村、大隅国囎唹郡襲山郷重久村、大隅国西囎唹郡東襲山郷重久村、西囎唹郡東襲山村大字重久、姶良郡霧島村大字重久、姶良郡東襲山村大字重久、姶良郡国分町大字重久、国分市重久。郵便番号は899-4301。人口は2,924人、世帯数は1,333世帯（2017年4月1日現在）である。

## 地理
霧島市の中部、旧国分市の北西端部に位置する。手籠川の流域に位置する。字域の北方には霧島永水、北方から西方にかけて隼人町松永、西方に国分剣之宇都町、隼人町姫城、南方には国分姫城、国分新町、国分府中、国分郡田（下場地区）、国分台明寺、東方には国分郡田（上場地区）がそれぞれ隣接している。
字域を南北に鹿児島県道60号国分霧島線が縦断しており、宮崎県道・鹿児島県道2号都城隼人線が東西に横断している。両県道は国分市久保田交差点から入戸まで重複区間となっている。字域の西端を肥薩線が南北に通っているが駅は設置されていない。
字域の北部の台地上に広がる春山原は薩摩藩時代の牧場であり、現在では500ha程度の畑地となっている。
1950年（昭和25年）の東襲山村設置までの大字重久は、現在の霧島永水、国分剣之宇都町の全域及び隼人町松永の一部を含めた区域であった。

## 歴史

### 重久の初見から町村制施行まで
重久という地名は鎌倉時代より見え、名田名である重久名であり、大隅国曽於郡のうちであった。建治2年の「大隅国在庁石築地役配符」に記載があると旧記雑録に記録がある。
江戸時代には大隅国曽於郡郷のうちであり、村高は、「天保郷帳」には920石余、「旧高旧領取調帳」では1,970石余であったと記載されている。文化8年頃には曽於郡（郷）が襲山郷と称するようになったと「止上神社文書」に記録があり、襲山郷（外城）のうちとなったとみられる。
1879年（明治12年）に襲山郷が西襲山郷（旧日当山郷、のちの日当山町）と東襲山郷に分割され重久村は東襲山郷に属した。1887年（明治20年）5月9日に鹿兒島縣下分郡ノ件（明治20年勅令第7号）が施行されたのに伴い、囎唹郡は東西に分割され、重久村は西囎唹郡に属することとなった。

### 町村制施行以後
1889年（明治22年）の町村制施行に伴いそれまでの東襲山郷（重久村・松永村・大窪村・田口村・川北村）の全域を以て東襲山村が発足した。それに伴い、それまでの重久村は東襲山村の大字「重久」となった。1930年（昭和5年）7月10日に東襲山村は名称を霧島村に改称し、重久は霧島村の大字となった。
1947年（昭和22年）に重久の一部を隣接する清水村大字郡田（現在の国分郡田）に編入した。
1950年（昭和25年）4月1日には大字重久のうち、吉水山、今城、青餅田、白落、仁連木、花牟礼、御子籠、樋渡、道場口、野首、中島末、岩田、折戸、山王田、山神、田中、平松、本待、修理田、島田、阿子田、順川、内園、世田、六與、岩元、須川原、桑ヶ丸、桐畑、山路、折橋原、立山原、茅落、崩平、新開込、樋口、小原、日徳原、関、木場、西木場、田口原、越口原、星熊原、七開、越口迫、重久迫、桃ヶ迫、篠ヶ迫、志明寺、内野々、堂免、外戸前、阿木世、野間口、有馬原、大久保、古外戸口、牧神、山田平、藤ヶ久保、杜久保の区域より東襲山村が設置され、東襲山村の大字「重久」となった。また、同時に大字松永のうち剣之宇都、中道、鐘付、万膳田、初起田を大字重久に編入し、大字重久のうち桂坂、後原、麻苧迫を大字松永に編入した。大字松永は同日日当山村（のちに町制施行、隼人町と合併し隼人町となる）に編入された（現在の隼人町松永）。
また、霧島村に残った大字重久の残部は霧島村大字永水（現在の霧島永水）として新たに大字が設置された。
1954年（昭和29年）に東襲山村が清水村と共に国分町に編入され、国分町の大字となり、翌年の1955年（昭和30年）に国分町が市制施行し国分市となり、国分市の大字となった。
1989年（平成元年）4月3日に重久のうち、初起田、鐘付、中ノ迫、剣之宇都、万膳田の全域より剣之宇都町（現在の国分剣之宇都町）が設置され分割された
2005年（平成17年）11月7日に国分市が姶良郡6町と共に新設合併し霧島市が発足。これに伴いそれまでの大字重久は霧島市の大字「国分重久」に名称を変更した。

### 字域の変遷
| 変更後                   | 変更年             | 変更前                                                   |
| ------------------------ | ------------------ | -------------------------------------------------------- |
| 清水村大字郡田（編入）   | 1947年（昭和22年） | 霧島村大字重久（一部）                                   |
| 東襲山村大字重久（新設） | 1950年（昭和25年） | 霧島村大字重久（一部）                                   |
| 日当山村大字松永（新設） | 1950年（昭和25年） | 霧島村大字重久（一部）                                   |
| 霧島村大字永水（新設）   | 1950年（昭和25年） | 霧島村大字重久（一部）                                   |
| 東襲山村大字重久（編入） | 1950年（昭和25年） | 日当山村大字松永（剣之宇都、中道、鐘付、万膳田、初起田） |
| 国分市剣之宇都町（新設） | 1989年（平成元年） | 国分市重久（初起田、鐘付、中ノ迫、剣之宇都、万膳田）     |

## 人口
| 年                 | 人口  | 世帯数 | 出典  |
| ------------------ | ----- | ------ | ----- |
| 1881年（明治14年） | 1,663 | 355    | [ 7 ] |
| 2015年（平成27年） | 2,918 | 1,109  | [ 2 ] |

## 施設

### 公共
- 東その山地区コミュニティ広場

### 教育
- 重久保育園

### 郵便局
- 重久郵便局

### 寺社
- 熊野神社
- 学問神社

## 小・中学校の学区
市立小・中学校に通う場合、学区（校区）は以下の通りとなる。
| 大字     | 地区等           | 小学校               | 中学校             |
| -------- | ---------------- | -------------------- | ------------------ |
| 国分重久 | 舞鶴園、久保田西 | 霧島市立国分北小学校 | 霧島市立国分中学校 |
| 国分重久 | 上記を除く全域   | 霧島市立青葉小学校   | 霧島市立国分中学校 |

## 交通

### 道路
主要地方道
- 宮崎県道・鹿児島県道2号都城隼人線
- 鹿児島県道60号国分霧島線